# Diecezja Sultan Bathery
Diecezja Sultan Bathery – diecezja Malankarskiego Kościoła Ortodoksyjnego z siedzibą w Sultan Bathery w stanie Kerala w Indiach. Obejmuje dystrykt Wayanad oraz część dystryktów Kannur i Nilagiri w Tamilnadu.
Została erygowana w 1986 roku poprzez wydzielenie części obszaru diecezji malabarskiej.

## Biskupi
- Kuriakose Mar Clemis (od 1991 do 2009)
- Abraham Mar Ephiphanios (od 2009)